# Hakim Said
Hakim Mohammed Said (geb. 1920 in Delhi, Britisch-Indien; gest. 17. Oktober 1998 in Karatschi), auch in der Schreibung Hakim Muhammad Saeed u. a., war ein indisch-pakistanischer Arzt, Medizinhistoriker, Philanthrop und Förderer des Hochschulwesens.

## Leben
Hakim Mohammed Saids Vater gründete 1906 in Delhi Hamdard Dawakhana, ein Dispensarium zum Zweck des Erhalts und der Förderung der Unani-Medizin. Nach dessen Tod 1922 übernahm der älteste Sohn die Betriebsführung und ermunterte 1935 seinen jüngeren Bruder Hakim Mohammed Said, der Familientradition zu folgen und das Studium der ayurvedischen und unanischen Medizin am Ayurvedic and Unani Tibbia College aufzunehmen. Nach seiner Graduierung als Bachelor of Eastern Medicine and Surgery (BEMS) 1940 arbeitete Said ebenfalls im Familienunternehmen Hamdard. 1948 wurde Hamdard in eine fromme Stiftung (Waqf) umgewandelt. Zu diesem Zeitpunkt befand sich Said bereits in Karatschi. Als Anhänger der pakistanischen Muslimliga und Bewunderer ihres Anführers war er 1947 in den nach Teilung Indiens neu gegründeten Staat Pakistan ausgewandert. 1948 gründete er in Karatschi, ebenfalls unter dem Namen Hamdard, ein weiteres auf Unani- und Ayurveda-Medizin spezialisiertes Unternehmen, das 1953 ein Waqf wurde (Hamdard Foundation).
Said ist Verfasser zahlreicher Schriften zu verschiedensten Themen. Neben der Medizin schrieb er auch über Philosophie, Wissenschaft, Gesundheit, Religion, Naturmedizin, Literatur und Gesellschaft.
1991 gründete Said die Hamdard University, eine private Forschungsuniversität mit Standorten in Karatschi und Islamabad, an der er auch selbst lehrte. Sie ist eine der ersten und ältesten privaten Hochschulen in Pakistan. 1993 wurde Said Gouverneur der pakistanischen Provinz Sindh.
Am 17. Oktober 1998 wurde Hakim Said ermordet.